# Svedala
Svedala é uma cidade da província histórica da  Escânia.

Tem cerca de 10 627 habitantes , e é a sede do município de  Svedala  , no condado da Escânia , situado no sul da Suécia.

Está situada a 22 km a leste de Malmö.